# Hypericum perforatum
L'iperico (Hypericum perforatum L.), comunemente noto anche col nome di erba di San Giovanni, è una pianta officinale perenne semisempreverde appartenente alla famiglia delle Hypericaceae.
Utilizzato nella medicina tradizionale per via delle sue proprietà fitoterapeutiche, in particolare quelle antidepressive e antivirali.

## Etimologia
L'epiteto specifico perforatum deriva dal fatto che le foglioline, controluce, appaiono bucherellate, effetto dovuto a ghiandole traslucide presenti anche nei sepali e nei petali. 

I nomi comuni e volgari sono invece molti. Il più comune è Erba di San Giovanni. Questo epiteto è legato al fatto che la fioritura massima si ha verso il 24 giugno, ricorrenza di San Giovanni. Il nome di erba dall'olio rosso è dovuto al colore dell'essudato rilasciato dai fiori ricco nel principio attivo ipericina; il nome "scacciadiavoli", molto usato nei secoli passati, deriverebbe dal fatto che quest'erba consacrata a San Giovanni e dalle molteplici proprietà terapeutiche, si riteneva fosse efficace contro ogni tipo di male; un'altra spiegazione si ricongiungerebbe ad una delle teorie etimologiche del nome scientifico, ossia quella dell'uso di appenderla sopra le icone per scacciare gli spiriti maligni. Infine il termine pilatro sembra derivi dal greco pylè - "meato", in riferimento alla bucherellatura delle foglie.

## Descrizione

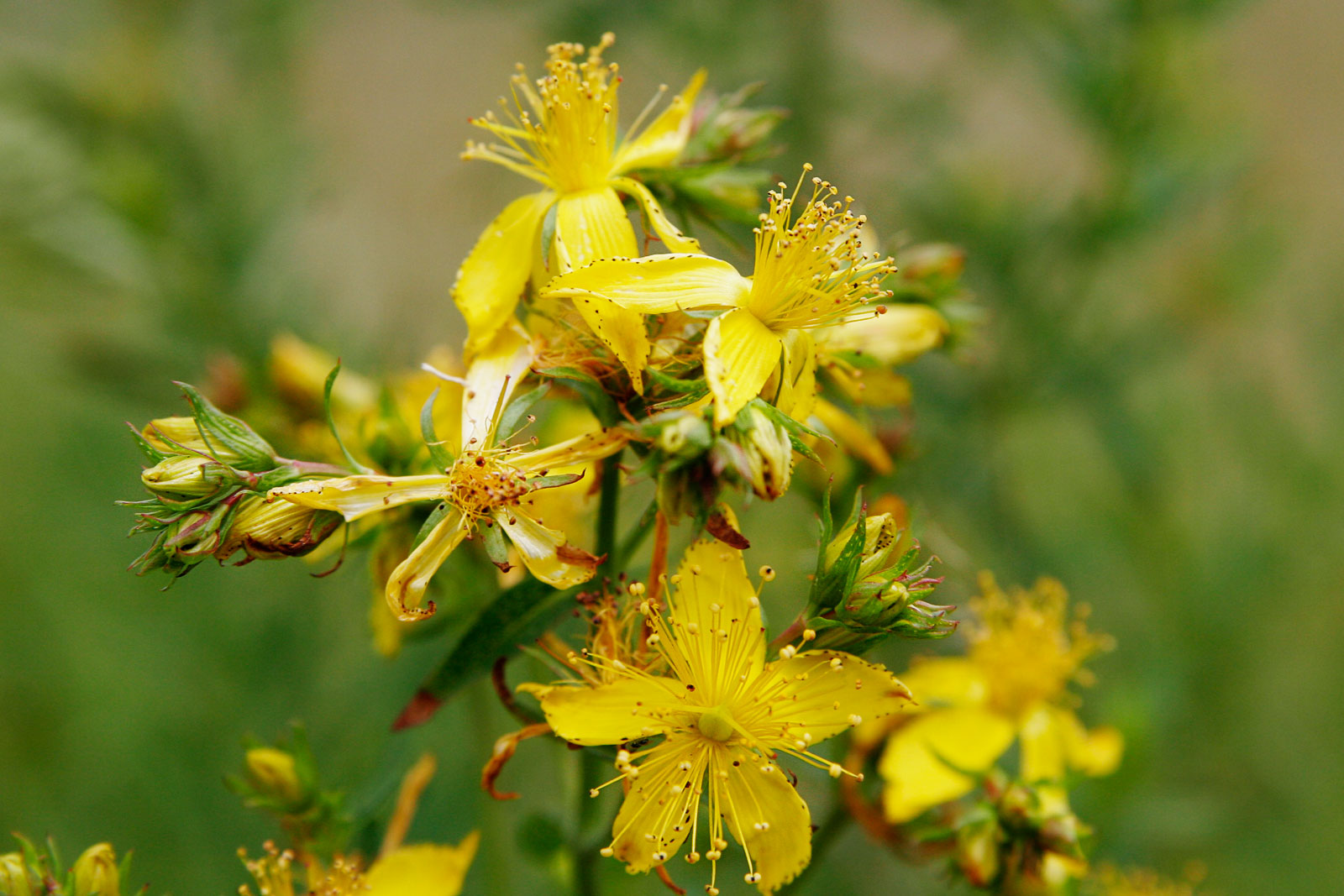
Fiori d'iperico

È una pianta perenne semi-sempreverde, glabra, con fusto eretto percorso da due strisce longitudinali in rilievo.
È ben riconoscibile anche quando non è in fioritura perché le sue foglie in controluce appaiono "bucherellate": si tratta in realtà di piccole vescichette oleose da cui deriva il nome perforatum; ai margini sono invece visibili dei punti neri, strutture ghiandolari contenenti Ipericina (un olio color rosso), queste strutture ghiandolari sono presenti soprattutto nei petali. Le foglie sono opposte oblunghe. I fiori giallo oro hanno 5 petali delicati e sono riuniti in corimbi.

## Distribuzione e habitat
Originario delle zone temperate dell'Eurasia, è oggi diffuso in tutte le regioni d'Italia e nel resto del mondo. Predilige posizioni soleggiate o semiombreggiate e asciutte, come campi abbandonati ed ambienti ruderali.

## Usi e farmacologia

### Depressione
Benché già noto alla medicina antica (ne parlano Dioscoride, Galeno, Plinio il Vecchio e Mattioli) l'uso più interessante dell'iperico è scoperta relativamente recente: ormai numerosi studi ne hanno dimostrato l'efficacia antidepressiva, specie nel caso di depressione lieve e moderata, con un effetto paragonabile ad alcuni psicofarmaci antidepressivi.
Una review degli studi al 2008 condotta dalla Cochrane Collaboration, una delle istituzioni scientifiche più autorevoli al mondo, conclude che "le attuali evidenze suggeriscono che gli estratti di hypericum sono superiori al placebo nel trattamento della depressione maggiore, con una efficacia simile ai classici farmaci antidepressivi ma con significativamente meno effetti collaterali". Alla stessa conclusione giunge una review degli studi pubblicata nel 2016, in cui si sottolinea però che la raccolta e segnalazione degli effetti collaterali è sottoposta ad una sorveglianza meno stringente di quella a cui sono sottoposti i comuni farmaci per cui, nonostante sia in uso da secoli, la sicurezza specie nel lungo termine, non è stata ancora studiata approfonditamente.
Il suo uso è particolarmente diffuso in Germania, dove viene consigliato come trattamento nella depressione negli adolescenti, prima di tentare la via farmacologica. A volte è utilizzato, associato ad altri prodotti, anche per il trattamento fitoterapico di alcune forme d'ansia. Gli studi utilizzano generalmente degli estratti standardizzati di Iperico (spesso prodotti da società svizzere e tedesche col nome di LI 160, WS 5570/2 e ZE 117) ad alta concentrazione di principi attivi (che generalmente si attestano attorno allo 0,3% in ipericina e al 3-6% in iperforina) che la European Scientific Cooperative on Phytotherapy (ESCOP, l'ente scientifico europeo sulla fitoterapia) consiglia di assumere al dosaggio di 300–1800 mg/giorno.
Il meccanismo d'azione antidepressivo dei suoi principi attivi solo ora comincia ad essere delucidato ed appare essere solo parzialmente correlato a quello dei classici farmaci ad oggi più utilizzati. Il principio inizialmente ritenuto attivo era l'ipericina ma i recenti sviluppi hanno chiarito che anche gli altri composti presenti negli estratti contribuiscono sinergicamente all'efficacia. Di questi fanno parte:
- naftodiantroni: di cui fanno parte principalmente ipericina, pseudoipericina, isopericina e protopericina. Sono fotoreattive e sono causa probabilmente dell'azione fotosensibilizzante degli estratti. Ne contengono una concentrazione media del 0,2-0,3%.
- floroglucinoli: iperforina, un altro dei maggiori componenti attivi, e suoi analoghi insieme ad altri composti lipofili. L'iperforina è instabile sia all'ossigeno che alla luce.
- flavonoidi: amentoflavone, quercitina, luteina, iperina ed altri che sono presenti negli estratti ad una concentrazione media del 7-12%.
- altri composti con probabili effetti di sinergia sia farmacodinamica sia farmacocinetica (tannini, xantani, composti fenolici, polisaccaridi).

L'iperforina è in grado di inibire il reuptake (ricaptazione) della serotonina in modo diverso dagli SSRI (Selective Serotonin Reuptake Inhibitor): mentre questi bloccano l'attività del trasportatore della serotonina (SerT, che funziona grazie ad un gradiente Na+/Cl-) per inibizione competitiva, l'iperforina (e forse gli altri composti attivi) sembrano aumentare il gradiente di sodio e calcio intracellulare influenzando di conseguenza la suddetta pompa Na+/Cl-  (che funziona raccogliendo Na+ dallo spazio sinaptico) e riducendo quindi l'attività del SerT. Inoltre si è dimostrata in grado di agire in maniera simile su un ampio altro numero di trasportatori, inibendo la ricaptazione di dopamina, glutammato, noradrenalina e GABA con IC50 (concentrazione di principio attivo che causa una inibizione del 50%) di 0.05-0.1 µg/mL. Tale attività si crede sia dovuta alla capacità dell'ipericina di attivare il transient receptor potential channel protein 6 (TRPC6), un canale ionico appartenente alla più ampia classe dei canali cationici non selettivi (NSCCs, delle proteine in grado di regolare il movimento cellulare di cationi come Na+ e Ca2+) che porta ad un incremento dell'uptake del sodio nel neurone, causando quindi una diminuzione della sua concentrazione nel vallo sinaptico e l'indisponibilità per le proteine trasportatrici per le monoammine. Ciò però non ne spiega completamente l'attività farmacologica: uno studio del 2014 ha mostrato come l'iperforina stesa agisca da agente protonoforo inducendo una corrente di H+ che induce una acidificazione del citosol e un ulteriore incremento delle concentrazioni di sodio intracellulari. Al contrario di quanto causato dagli antidepressivi serotoninergici, l'iperforina si è dimostrata in grado di incrementare il numero di recettori per la serotonina a seguito di somministrazione cronica, suggerendo un potenziale effetto benefico.
L'ipericina ha dimostrato avere forte affinità per i recettori sigma, i quali regolano a loro volta i livelli di dopamina. Inoltre agisce da antagonista sui recettori per l'adenosina, GABA-A, GABA-B e inositoli trifosfati, i quali regolano i potenziali d'azione causati dai neurotrasmettitori. Altri studi hanno dimostrato come l'ipericina sia un inibitore degli enzimi Mono Ammino Ossidasi (il target farmacologico degli antidepressivi cosiddetti MAOI) anche se tale azione non sembra essere significativa alle concentrazioni normalmente raggiunte con l'uso degli estratti.
Gli estratti hanno poi notevoli proprietà antiossidanti e neuroprotettive, nonché di miglioramento delle proprietà vascolari, che ne hanno suggerito l'uso in alcune patologie neurologiche. Per tali proprietà, degli studiosi affermano che gli estratti di iperico dovrebbero essere un trattamento di prima scelta della depressione negli anziani con elevato stress ossidativo.
Queste qualità possono però essere sfruttate solo da preparazioni farmaceutiche perché in Italia una disposizione del Ministero della Salute limita la quantità di ipericina presente in prodotti erboristici a 21 microgrammi al giorno, quindi molto inferiore ai dosaggi dimostrati utili per la cura della depressione e perciò priva di utilità pratica, essendo inoltre stato dimostrato in diversi trial che la concentrazione di iperforina è direttamente proporzionale agli effetti terapeutici.

### Proprietà antibiotiche ed antivirali
Nella medicina tradizionale l'iperico è usato come antisettico. Tali usi sono in parte dovuti alle proprietà antibatteriche e antivirali dell'iperforina che è in grado di bloccare la crescita di batteri Gram+ (ma non Gram-), in particolare di ceppi resistenti ad altri antibiotici come Methicillin-resistant (MRSA) e penicillin-resistant (PRSA) Staphylococcus aureus, e interferire in vari stadi del ciclo vita dei virus incapsulati compreso quello dell'influenza, specie quando attivata dalla luce.

### Altri usi
Nella fitoterapia tradizionale, invece, dell'iperico sono state valorizzate principalmente le qualità astringenti, antinfiammatorie e antibatteriche, anche per uso interno ma soprattutto per uso esterno nel trattamento di scottature, emorroidi, ferite, piaghe.. A tal fine viene preparato sotto forma di olio di iperico, un oleolito dal caratteristico colore rosso, preparato macerando la pianta nell'olio di oliva al sole per 6-7 giorni.
Nel trattamento delle ferite, la sua capacità sembra essere dovuta alla stimolazione della produzione di collagene; gli estratti di iperico sembrano possedere attività antinfiammatorie per inibizione di geni pro-infiammatori come quelli delle COX-2, interleuchine-6 e iNOS.

### Controindicazioni
Tutti i più recenti trial clinici e review di studi concludono che gli estratti di Iperico sono meglio tollerabili di molti dei più comuni farmaci antidepressivi, determinando minori effetti collaterali ma consentendo al contempo un effetto terapeutico in alcuni casi sovrapponibile ai trattamenti di prima linea. Sono tuttavia note numerose interazioni farmacologiche che potrebbero portare ad effetti collaterali potenzialmente gravi.
- Sono stati evidenziate interazioni con anticoncezionali, antiepilettici (carbamazepina), anticoagulanti (warfarin), immunosoppressori (ciclosporina), glicosidi cardiache (digossina) , inibitori non-nucleosidici della trascrittasi inversa HIV (nevirapina), altri inibitori della proteasi inversa HIV (indinavir), chemioterapici (irinotecan).[14]
- Ad alte dosi provoca fotosensibilizzazione, pertanto è sconsigliato sottoporsi a trattamento con lampade abbronzanti o esporsi al sole (specie nel caso di assunzione di dosaggi elevati di ipericina). Non esistono rischi di fotosensibilizzazione in caso di assunzione di dosaggi moderati di estratti idroalcolici di iperico ma persone appartenenti a fototipi sensibili (pelle chiara, capelli biondi, occhi azzurri) dovrebbero fare attenzione ad esporsi ai raggi UV.
- È sconsigliato l'uso contemporaneo di antidepressivi o altri farmaci ad azione pro-serotoninergica.

La macerazione in olio utilizzata per la preparazione dell'olio di iperico, invece, degrada l'ipericina (principale responsabile delle interazioni farmacologiche della pianta) eliminando così buona parte delle controindicazioni ma anche l'attività antidepressiva.

### Interazioni
Sono stati svolti numerosi studi per verificare la possibilità di interazioni tra gli estratti di Erba di San Giovanni ed i farmaci di più comune utilizzo. Le loro conclusioni si basano sui risultati dei test di inibizione\induzione di particolari enzimi degradativi deputati alla metabolizzazione dei farmaci. Tuttavia è risultato spesso che i dati ottenuti dagli studi effettuati in vitro non hanno avuto analogo riscontro in vivo. Ad esempio, mentre dai test in vitro gli estratti dell'Erba di San Giovanni sembrano agire come inibitori di molti isoenzimi del Citocromo P450, inclusi CYP2C9, CYP2D6, CYP3A4 (enzima che metabolizza l'80% dei farmaci in commercio), negli organismi viventi sembra al contrario agire come induttore. Questa apparente discrepanza è spiegabile prendendo in considerazione l'insieme dei fitoattivi presenti negli estratti, in particolare l'iperforina, un componente in grado di legare il recettore nucleare del Pregnano X, causando un aumento dell'espressione del gene che codifica per il CYP3A4. Questa azione non è osservabile tramite test in vitro, ma tende ad incrementare la disponibilità del CYP3A4 con un conseguente aumento del metabolismo dei farmaci che ne sono substrato.
Per esempio, l'erba di San Giovanni riduce la concentrazione serica dell'antidepressivo Amitriptilina (substrato del CYP2C9, CYP2D6 e del CYP3A4), dell'antivirale Indinavir (substrato del CYP3A4) e degli immunosoppressori a base di Ciclosporina (utilizzata nei pazienti sottoposti a trapianto).
L'erba di San Giovanni potrebbe causare alterazioni nel ciclo mestruale di donne che assumono contraccettivi orali, anche se ciò non sembra determinare un aumento il rischio di gravidanze indesiderate, a causa dell'aumento del metabolismo dell'estradiolo e di tutti i corticosteroidi che sono substrato dell'enzima CYP3A4.
Il metabolismo della carbamazepina non risente della contemporanea somministrazione degli estratti di Erba di San Giovanni, nonostante sia anch'essa metabolizzata dal CYP3A4, visto che l'autoinduzione del CYP3A4 da parte del farmaco è maggiore di quella causata dagli estratti dell'erba. Deve essere posta attenzione alla co-somministrazione degli estratti di Iperico con altri farmaci in grado di aumentare la disponibilità di serotonina, come gli antidepressivi SSRI e SNRI, a causa del potenziale rischio di sindromi simil-serotoninergiche.
Gli estratti dell'Erba di San Giovanni sono in grado di indurre anche la P-Glicoproteina, un enzima implicato nel metabolismo di alcuni farmaci come la digossina, di cui un case-report ha riportato una riduzione delle concentrazioni plasmatiche del 18-25% (in particolare nel caso di dosi di Iperico superiori a 1 grammo/die di peso secco) .